# パトリック・デパイユ
パトリック・アンドレ・ウジェーヌ・ジョゼフ・デパイユ （Patrick André Eugène Joseph Depailler、1944年8月9日 - 1980年8月1日）は、フランスのレーシングドライバー。1971年フランス・フォーミュラ3選手権、1974年ヨーロッパF2選手権チャンピオン。
名前はデパイエ、ドゥパイエ、ドゥパイユ、ドパイエとも表記されるが、発音記号[dəpaje]に基づいた場合ドゥパイエが最も近い発音となる。

## 経歴
ピュイ＝ド＝ドーム県のクレルモン＝フェラン出身。

### 1973年以前

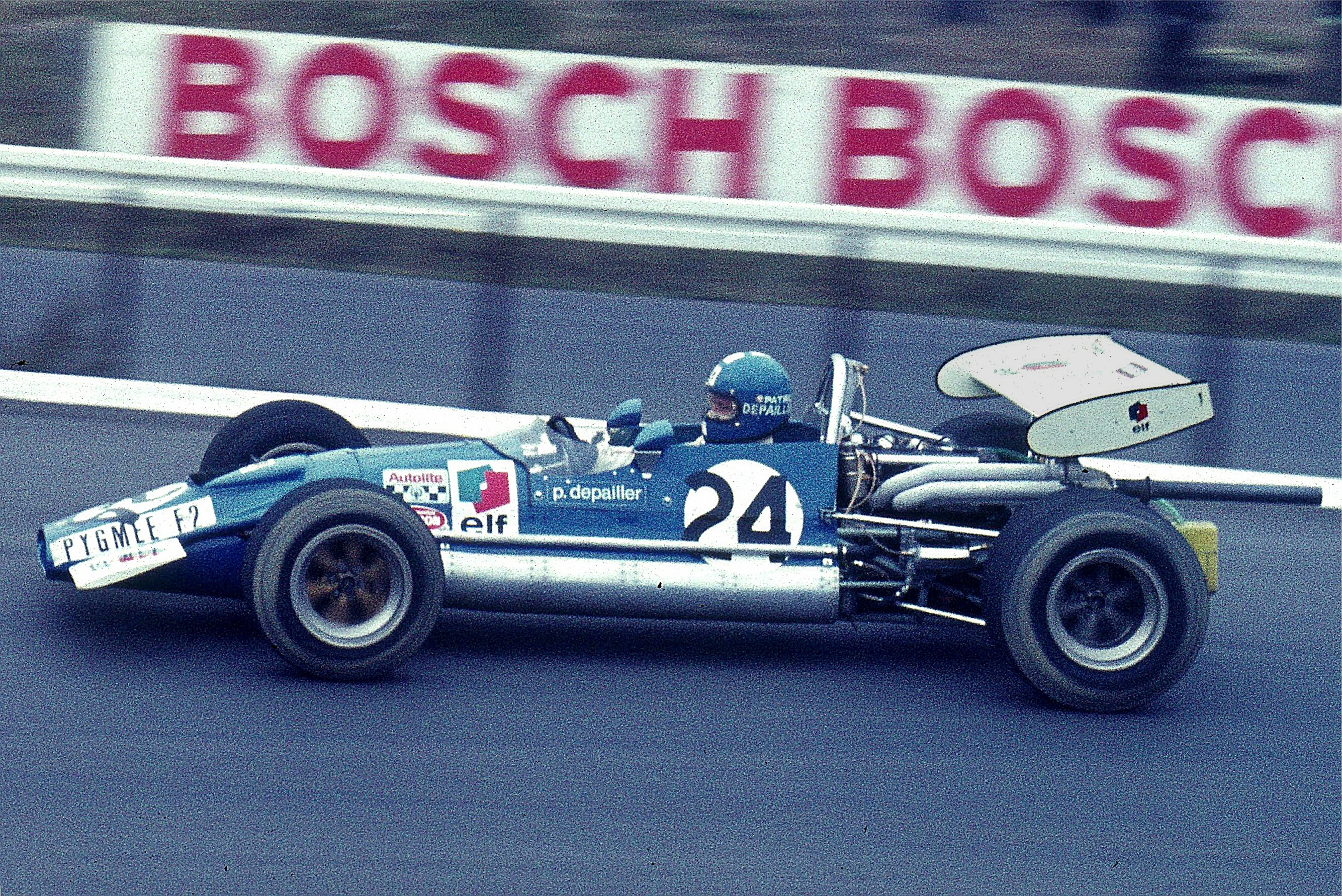
F2マシンでニュルブルクリンクを走行するデパイユ（1970年）

元々は2輪でレース活動を行っていたが、その後4輪レースに転向。1967年よりフランスF3に参戦すると、1971年にはチャンピオンを獲得。
翌1972年にはティレルのサードドライバーとして、F1に2度スポット参戦。デビュー戦である第6戦フランスGPでは、周回不足により完走として扱われなかったが、最終戦アメリカGPでは11位で完走している。
1973年はヨーロッパF2にスポット参戦。前年同様ティレルからF1スポット参戦の予定もあったが、オートバイ事故で負傷し断念する。

### 1974年
1974年より、ティレルよりF1にフル参戦を開始。開幕戦のアルゼンチンGPで6位に入り、初入賞。第7戦スウェーデンGPでは、予選でポールポジション（以下：PP）を獲得し、決勝でも2位に入り初の表彰台を経験。また、ファステストラップ（以下：FL）も記録している。
この他にも数回の入賞を記録したが、チームメイトのジョディー・シェクターは2勝を含む9度の入賞（表彰台6回）を記録しており、やや見劣りする結果となる。獲得ポイントでも、シェクターに31ポイント差をつけられることとなった。
この年はF1と平行しヨーロッパF2に参戦、4勝を挙げチャンピオンを獲得している。

### 1975年
この年は前年と比較するとチームは不調となるが、そんな中でも第3戦南アフリカGPでの3位表彰台を含む5度の入賞を記録、入賞の総回数ではシェクターを上回った（シェクターは4度）。
しかし年間獲得ポイントでは、1勝を含む3度の表彰台を記録していたシェクターを、この年も下回ることとなった。

### 1976年
1976年もティレルから参戦。2位5回、3位2回、6位1回、FL1回という成績を残し、ランキング4位を獲得。結果的にこの4位は、自身最高の年間記録となった。

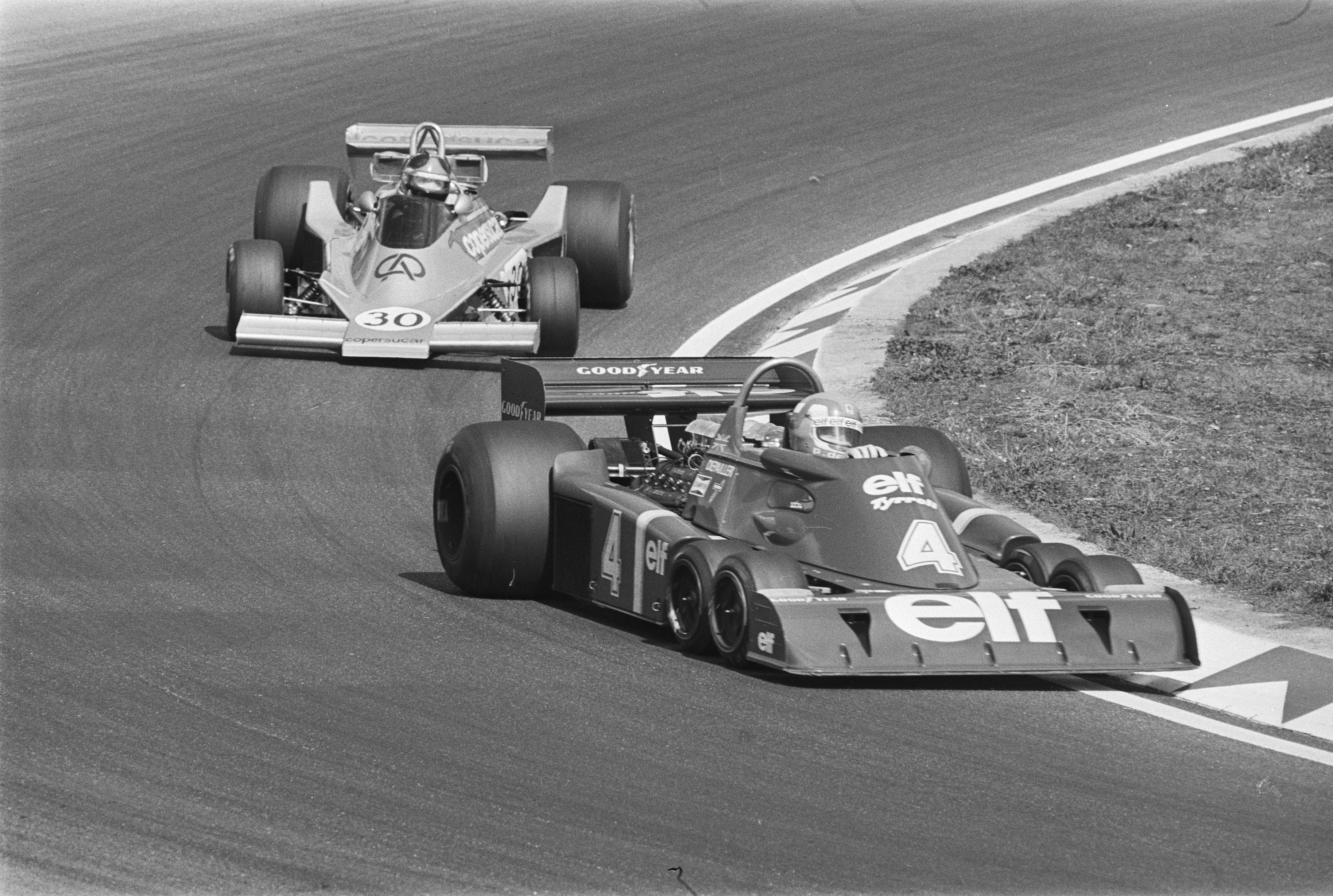
1976年オランダグランプリでティレル・P34をドライブするデパイユ

しかし、この年も1勝を含めデパイユを上回る入賞数を記録したシェクターに対し、獲得ポイントで後塵を拝すこととなった。また、何度も2位に入りながら優勝は出来なかったことから、「万年2位」との声も挙がるようになる。
この年は、チームが6輪車として知られるP34を途中投入した年でもある。まず第4戦スペインGPにて、デパイユ車のみに投入されることとなったため、デパイユは6輪マシンでF1に参戦した最初のドライバーとなった。

### 1977年
1977年もP34で参戦するが、前年から一転、不調に陥り、シェクターに代わってティレルに加入したロニー・ピーターソン共々、苦しいシーズンを送ることとなる。
そんな中、3度表彰台に上がり、年間獲得ポイントでもピーターソンの7に対し20と、初めてチームメイトを上回った。

### 1978年
1978年は開幕から好調であり、4戦中3戦で表彰台を記録すると、第5戦モナコGPで予選5位から初優勝。フル参戦5年目のことだった。
その後はリタイアが多くなり、開幕当初ほどの活躍は無かったが、5度の表彰台を含む7度の入賞で、チームメイトのディディエ・ピローニを圧倒している（ピローニは入賞5回であり、うち2度の5位が最高位だった）。

### 1979年
1979年はリジェから参戦。この年のマシン・JS11は開幕から好調、デパイユはチームメイトのジャック・ラフィットと共に活躍。予選では開幕から7戦中3回フロントローにマシンを並べるほか、第5戦スペインGPで自身2勝目を記録。第7戦モナコGP終了の時点で、ジル・ヴィルヌーヴと並んでランキング3位につけていた。
しかしその矢先、ハンググライダーで事故を起こし、両足を骨折。残りのレースを全てキャンセルすることとなり、シーズンを棒に振った。
結果的に15戦中7戦のみの出走となったが、最終的にランキング6位となっている。

### 1980年
1980年はアルファロメオから参戦。
開幕直後はマシンの戦闘力が低く、アルゼンチンGP予選23位/ブラジルGP21位と下位に沈む。
その後、デパイユのテストと提案により軽量化を含む大幅な改良を行った結果、第3戦南アフリカGPでは予選7位、第4戦アメリカ西GPでは予選3位を獲得し、高い開発能力を発揮した。しかし、マシンの信頼性が低く第8戦イギリスGPを終了した時点で、一度も完走を果たせずにいた。

#### 事故死
8月1日、デパイユとアルファロメオチームはドイツGPを9日後に控えたホッケンハイムリンクにて、マシンテストを行うことになった。しかし、テスト開始から間もなく、オストカーブ（後にシケインとなり、現在は廃止）でコースアウトしてクラッシュ。病院へと搬送されたが、救急車の中で死亡が確認された。即死の状態だったという。
テスト中の事故ということもあって目撃者がおらず、正確な事故原因は特定されていないが、空力パーツのトラブルによる可能性が高いとされている。

## 人物
- チェーンスモーカーだった。
- マシンの開発能力を買われていた。
  - 1979年のリジェは、デパイユの離脱後急激に失速したが、デパイユによる開発を得られなくなったからとする意見もある。
  - 1980年のアルファロメオでは、決勝での完走はならなかったものの、当初後方グリッドに沈んでいたマシンを、中団グリッド以上に付けるまで進化させていた。
- ティレルでチームメイトだったシェクターはデパイユについて「いいやつだったよ。典型的なフランス人という男で、最初のプラクティスで速かったら『クルマは文句なし』と言うのに、次のセッションで自分たちのタイムは同じでも他のドライバーが速くなってくると『全然ダメだ!』と言い出すんだ。一緒にいて楽しい男だった。コース上でもかなり速くて、モナコとかその他のいくつかのサーキットでは、僕より彼の方が速かったね」とコメントしている[1]。
- ティレル・P34について、6輪にするメリットについて懐疑的だったシェクターに対し、デパイユは新技術に好印象を抱いていたとされる。
- 1977年の日本GPでは、優勝したジェームス・ハントと2位のカルロス・ロイテマンが表彰式をボイコットしたため、3位のデパイユとフェラーリのメカニック（ロイテマンの代理）の2人でシャンパンファイトを行っている。
- 1980年、F1にステップアップしたばかりの後輩・アラン・プロストを気にかけ、パドックで何かと面倒を見たという。同年、プロストが故郷で結婚式を挙げたその日にデパイユは絶命し、プロストは死というものが身近にあることを悟ったと自伝で述べている。

## レース戦績

### ヨーロッパ・フォーミュラ2選手権
| 年     | チーム                           | シャーシ         | エンジン   | 1       | 2       | 3       | 4       | 5       | 6       | 7       | 8       | 9       | 10      | 11    | 12    | 13      | 14      | 15  | 16  | 17  | 順位 | ポイント |
| ------ | -------------------------------- | ---------------- | ---------- | ------- | ------- | ------- | ------- | ------- | ------- | ------- | ------- | ------- | ------- | ----- | ----- | ------- | ------- | --- | --- | --- | ---- | -------- |
| 1970年 | Constructions Mécaniques Pygmée  | Pygmée MDB15     | コスワース | THR     | HOC     | BAR DNQ | ROU DNQ | PER Ret | TUL     | IMO     | HOC     |         |         |       |       |         |         |     |     |     | NC   | 0        |
| 1971年 | エキュイプ・テクノ・エルフ       | テクノ・TF71     | コスワース | HOC Ret | THR Ret | NÜR 21  | JAR     | PAL Ret | ROU DNQ | MAN     | TUL 9   | ALB Ret | VLL     | VLL   |       |         |         |     |     |     | NC   | 0        |
| 1972年 | エルフ・ジョン・コムブバス       | アルピーヌ・A367 | コスワース | MAL     | THR     | HOC Ret |         |         | HOC Ret |         |         |         |         |       |       |         |         |     |     |     | 3位  | 27       |
| 1972年 | エルフ・ジョン・コムブバス       | マーチ・722      | コスワース |         |         |         | PAU 2   | PAL 7   |         | ROU DNQ | ÖST 5   | IMO Ret | MAN Ret | PER 2 | SAL 7 | ALB 2   | HOC Ret |     |     |     | 3位  | 27       |
| 1973年 | エルフ・ジョン・コムブバス       | アルピーヌ・A367 | コスワース | MAL     | HOC 2   | THR Ret | NÜR 3   | PAU Ret | KIN 2   | NIV     | HOC     | ROU 6   | MNZ 2   | MAN 4 | KAR   | PER Ret | SAL 2   | NOR | ALB | VLL | 3位  | 38       |
| 1974年 | マーチ・レーシングチーム         | マーチ・742      | BMW        | BAR 2   | HOC 4   | PAU 1   | SAL DNQ | HOC     | MUG 1   | KAR 2   | PER Ret | HOC 1   | VLL 1   |       |       |         |         |     |     |     | 1位  | 54       |
| 1975年 | プロジェクト・スリー・レーシング | マーチ・752      | BMW        | EST     | THR     | HOC     | NÜR     | PAU 3   | HOC     | SAL     | ROU     | MUG     | PER     | SIL   | ZOL   | NOG     | VLL     |     |     |     | NC   | 0‡       |

- 太字はポールポジション、斜字はファステストラップ。(key)
- ‡ : グレーデッド・ドライバーに指定されているため、選手権のポイント対象外となる。

### F1
| 年     | 所属チーム     | シャシー | 1       | 2       | 3       | 4       | 5       | 6       | 7       | 8       | 9       | 10      | 11      | 12      | 13      | 14      | 15      | 16    | 17    | WDC       | ポイント |
| ------ | -------------- | -------- | ------- | ------- | ------- | ------- | ------- | ------- | ------- | ------- | ------- | ------- | ------- | ------- | ------- | ------- | ------- | ----- | ----- | --------- | -------- |
| 1972年 | ティレル       | 004      | ARG     | RSA     | ESP     | MON     | BEL     | FRA NC  | GBR     | GER     | AUT     | ITA     | CAN     | USA 7   |         |         |         |       |       | NC (24位) | 0        |
| 1974年 | ティレル       | 005/006  | ARG 6   | BRA 8   | RSA 4   | ESP 8   |         | MON 9   |         |         | FRA 8   |         |         |         |         |         |         |       |       | 9位       | 14       |
| 1974年 | ティレル       | 007      |         |         |         |         | BEL Ret |         | SWE 2   | NED 6   |         | GBR Ret | GER Ret | AUT Ret | ITA 11  | CAN 5   | USA 6   |       |       | 9位       | 14       |
| 1975年 | ティレル       | 007      | ARG 5   | BRA Ret | RSA 3   | ESP Ret | MON 5   | BEL 4   | SWE 12  | NED 9   | FRA 6   | GBR 9   | GER 9   | AUT 11  | ITA 7   | USA Ret |         |       |       | 9位       | 12       |
| 1976年 | ティレル       | 007      | BRA 2   | RSA 9   | USW 3   |         |         |         |         |         |         |         |         |         |         |         |         |       |       | 4位       | 39       |
| 1976年 | ティレル       | P34      |         |         |         | ESP Ret | BEL Ret | MON 3   | SWE 2   | FRA 2   | GBR Ret | GER Ret | AUT Ret | NED 7   | ITA 6   | CAN 2   | USA Ret | JPN 2 |       | 4位       | 39       |
| 1977年 | ティレル       | P34B     | ARG Ret | BRA Ret | RSA 3   | USW 4   | ESP Ret | MON Ret | BEL 8   | SWE 4   | FRA Ret | GBR Ret | GER Ret | AUT 13  | NED Ret | ITA Ret | USA 14  | CAN 2 | JPN 3 | 9位       | 20       |
| 1978年 | ティレル       | 008      | ARG 3   | BRA Ret | RSA 2   | USW 3   | MON 1   | BEL Ret | ESP Ret | SWE Ret | FRA Ret | GBR 4   | GER Ret | AUT 2   | NED Ret | ITA 11  | USA Ret | CAN 5 |       | 5位       | 34       |
| 1979年 | リジェ         | JS11     | ARG 4   | BRA 2   | RSA Ret | USW 5   | ESP 1   | BEL Ret | MON 5   | FRA     | GBR     | GER     | AUT     | NED     | ITA     | CAN     | USA     |       |       | 6位       | 20 (22)  |
| 1980年 | アルファロメオ | 179      | ARG Ret | BRA Ret | RSA NC  | USW Ret | BEL Ret | MON Ret | FRA Ret | GBR Ret | GER     | AUT     | NED     | ITA     | CAN     | USA     |         |       |       | NC (29位) | 0        |

- 太字はポールポジション、斜字はファステストラップ。(key)

### ル・マン24時間レース
| 年      | チーム                              | コ・ドライバー                                    | 車両                            | クラス | 周回数 | 総合順位 | クラス順位 |
| ------- | ----------------------------------- | ------------------------------------------------- | ------------------------------- | ------ | ------ | -------- | ---------- |
| 1967年  | ソシエテ デ オートモビル アルピーヌ | ジェラール・ラルース                              | アルピーヌ・A210                | P 1.15 | 204    | DNF      | DNF        |
| 1968年  | エキュリー・サヴィン-カルバーソン   | マウロ・ビアンキ                                  | アルピーヌ・A220                | P 3.0  | 257    | DNF      | DNF        |
| 1969年  | ソシエテ デ オートモビル アルピーヌ | ジャン＝ピエール・ジャブイーユ                    | アルピーヌ・A220                | P 3.0  | 209    | DNF      | DNF        |
| 1970年  | エクィップ マトラ-シムカ            | ジャン＝ピエール・ジャブイーユ ティム・シェンケン | マトラ-シムカ・MS650            | P 3.0  | 70     | DNF      | DNF        |
| 1971年  | オートモビルス・リジェ              | ギ・リジェ                                        | リジェ・JS3-フォード コスワース | P 3.0  | 270    | NC       | NC         |
| 1973年  | エキップ・マトラ・シムカ シェル     | ボブ・ウォレク                                    | マトラ・シムカ・MS670B          | S 3.0  | 84     | DNF      | DNF        |
| 1977年  | エクィップ ルノー エルフ            | ジャック・ラフィット                              | ルノー・アルピーヌ・A442        | S +2.0 | 289    | DNF      | DNF        |
| 1978年  | エクィップ ルノー エルフ スポール   | ジャン＝ピエール・ジャブイーユ                    | ルノー・アルピーヌ・A443        | S +2.0 | 279    | DNF      | DNF        |
| Source: |                                     |                                                   |                                 |        |        |          |            |